# Мохаммад Рухул Амін

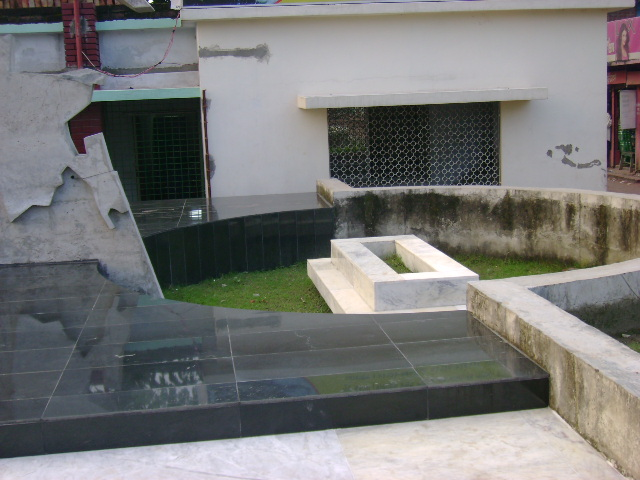
Могила Мохаммада Рухул Аміна

Мохаммад Рухул Амін (бенг. মোহাম্মদ রুহুল আমিন; 5 червня 1935 — 10 грудня 1971) — механік машинного відділення ВМС Бангладеш, посмертно нагороджений найвищою нагородою Бангладеш — Bir Sreshtho за виявлену хоробрість під час війни за незалежність.

## Біографія
Народився 5 червня 1935 року в селі Багпанчра. 
Загинув 10 грудня 1971 року на борту корабля BNS Palash який затонув внаслідок помилкового бомбардування корабля військово-повітряними силами Індії.